# It's in the Air
Pour plus de détails, voir Fiche technique et Distribution.
It's in the Air est un film américain réalisé par Charles Reisner, sorti en 1935.

## Synopsis
George Brown est rejeté en tant que pilote de raid aérien , mais, par la suite, ses rêves de voler se réaliseront bientôt. Lorsqu'il enfile l' uniforme de la Royal Air Force de son beau-frère, il se rend compte que son beau-frère, qui s'était inscrit, a laissé ses papiers très importants dans les poches de son uniforme. Il livre les dépêches à une station RAF voisine , après quoi George est confondu avec un aviateur pour une expédition aérienne.
George devient bientôt la cible de blagues de son caporal qui finit par rester indéfiniment à la base aérienne de la RAF. George, qui a l'incapacité de connaître sa droite de sa gauche mais pas le bien du mal tombe bientôt amoureux de la fille du sergent-major, Peggy, une fille de base. Quand le caporal Craig qui aime aussi Peggy, découvre la véritable identité de George, il menace ce dernier de le dénoncer s'il ne renonce pas à la fille qu'ils aiment tous les deux.
Le jour d'une inspection annuelle, George tente de s'échapper de la base et se retrouve dans un avion Hawker Audax qui est en train d'être préparé pour un vol d'essai. Lui et l'inspecteur s'envolent à bord et George effectuent de mémorable tours aériens. L'inspecteur le félicite lorsqu'il les sauve en parvenant à faire atterrir l'avion sur le plancher des vaches et est accepté comme pilote de première classe de la RAF.

## Fiche technique
- Titre : It's in the Air
- Réalisation : Charles Reisner
- Scénario : Lew Lipton et Byron Morgan
- Photographie : Charles Edgar Schoenbaum
- Montage : William S. Gray
- Musique : William Axt
- Société de production : Metro-Goldwyn-Mayer
- Pays d'origine : États-Unis
- Format : Noir et blanc - 1,37:1 - Mono
- Genre : comédie
- Date de sortie : 1935

## Distribution
- Jack Benny : Calvin Churchill
- Ted Healy : 'Clip' McGurk
- Una Merkel : Alice Lane Churchill
- Nat Pendleton : Henry Potke
- Mary Carlisle : Grace Gridley
- Grant Mitchell : W. R. Gridley
- Harvey Stephens : Sidney Kendall
- Charles Trowbridge : Alfred Drake
- Johnny Arthur : Jones
- Al Shean : Mr. Johnson
- Purnell Pratt : Horace McNab
- Phillips Smalley : Mr. Winterby
- Howard C. Hickman : Mr. Ruby
- William Tannen : pilote
- Olaf Hytten : Tod Brodie
- Claude King : Sir Phillips
- Clarence Wilson : Amos Whipple
- Ernie Adams : contremaître
- Tyler Brooke : réceptionniste de l'hôtel
- Harold Entwistle : commissaire-priseur
- Sheldon Jett : passager d'autobus
- Edmund Mortimer : l'homme dans le hall
- Dennis O'Keefe : annonceur
- Lee Phelps : investigateur
- Richard Powell : Fritz
- Dean Riesner : Brave
- Margaret Seddon : Mrs. Martha
- Jim Thorpe : Indien
- George Chandler
- Don Brodie
- Gertrude Astor
- Stanley Andrews
- Jean Acker